# Лутугинська міська рада
Луту́гинська міська́ ра́да — адміністративно-територіальна одиниця та орган місцевого самоврядування в ліквідованому Лутугинському районі Луганської області. Адміністративний центр — місто Лутугине.

## Загальні відомості
Лутугинська міська рада утворена в 1960 році.
- Територія ради: 1,67 км²
- Населення ради: 17 822 особи (станом на 2015 рік)[1]
- Водоймища на території, підпорядкованій даній раді: річка Вільхівка, Лутугинське водосховище

## Населені пункти
Міській раді підпорядковані населені пункти:
- м. Лутугине

## Склад ради
Рада складається з 30 депутатів та голови.
- Голова ради: Москальов Сергій Борисович
- Секретар ради: Почтарьов Сергій Леонідович

### Керівний склад попередніх скликань
| Прізвище, ім'я, по батькові        | Основні відомості                                                       | Дата обрання | Дата звільнення |
| ---------------------------------- | ----------------------------------------------------------------------- | ------------ | --------------- |
| Коретніков Олександр Володимирович | Міський голова, 1951 року народження, член Партії регіонів              | 26.03.2006   | 31.10.2010      |
| Москальов Сергій Борисович         | Міський голова, 1957 року народження, освіта вища, член Партії регіонів | 31.10.2010   |                 |

Примітка: таблиця складена за даними сайту Верховної Ради України

### Депутати
За результатами місцевих виборів 2010 року депутатами ради стали:

#### За суб'єктами висування
| Суб'єкт висування                 | Кількість обраних депутатів | %    |
| --------------------------------- | --------------------------- | ---- |
| Партія регіонів                   | 26                          | 86,7 |
| Комуністична партія України       | 2                           | 6,7  |
| Політична партія «Сильна Україна» | 2                           | 6,7  |

#### За округами
| № округу                          | Прізвище, ім'я, по батькові         | Дата визнання обраним | Освіта  | Партійна приналежність                  | Відомості про обраного депутата                                                                                |
| --------------------------------- | ----------------------------------- | --------------------- | ------- | --------------------------------------- | --- |
| Комуністична партія України       |                                     |                       |         |                                         | |
| б/м                               | Логвінова Тетяна Іванівна           | 01.11.2010            | середня | член Комуністичної партії України       | пенсіонер |
| б/м                               | Анохіна Надія Олександрівна         | 01.11.2010            | середня | член Комуністичної партії України       | пенсіонер |
| Партія регіонів                   |                                     |                       |         |                                         | |
| б/м                               | Зенкова Ірина Юріївна               | 01.11.2010            | вища    | член Партії регіонів                    | Благодійний фонд «Благовіст», начальник регіонального відділення                                               |
| б/м                               | Серафімович Максим Олександрович    | 01.11.2010            | вища    | член Партії регіонів                    | Приватне підприємство «Серафімович М. О.», директор                                                            |
| б/м                               | Ільїнова Наталія Байжанівна         | 01.11.2010            | вища    | член Партії регіонів                    | Лутугинська міська рада, заввідділу бухгалтерського обліку                                                     |
| б/м                               | Хлевнюк Лариса Олександрівна        | 01.11.2010            | вища    | член Партії регіонів                    | Лутугинська міська рада, землевпорядник                                                                        |
| б/м                               | Бордаєв Дмитро Вікторович           | 01.11.2010            | вища    | член Партії регіонів                    | Лутугинське бюро технічної інвентаризації, інспектор по інвентаризації                                         |
| б/м                               | Сагайдак Сергій Іванович            | 01.11.2010            | вища    | член Партії регіонів                    | Приватне підприємство «Сагайдак С. І.», директор                                                               |
| б/м                               | Коблюк Руслан Анатолійович          | 01.11.2010            | вища    | член Партії регіонів                    | Лутугинський райавтодор, інженер охорони труда                                                                 |
| б/м                               | Дорожкін Роман Володимирович        | 01.11.2010            | вища    | член Партії регіонів                    | Приватне підприємство «Дорожкін Р. В.», директор                                                               |
| б/м                               | Дімов Володимир Іванович            | 01.11.2010            | вища    | член Партії регіонів                    | Приватне підприємство виробничо-комерційна фірма «Альпіна», директор                                           |
| б/м                               | Сущенко Олександр Васильович        | 01.11.2010            | вища    | член Партії регіонів                    | Лутугинський профліцей, директор                                                                               |
| б/м                               | Решетняк Руслан Олександрович       | 01.11.2010            | вища    | член Партії регіонів                    | Лутгугинський державний найково-виробничий валковий комбінат технічний відділ, інженер-конструктор             |
| 1                                 | Чистолінова Валентина Олександрівна | 01.11.2010            | вища    | член Партії регіонів                    | пенсіонер |
| 2                                 | Локтіонова Тетяна Олександрівна     | 01.11.2010            | вища    | член Партії регіонів                    | Приватне підприємство «Лактіонова Т. О.», директор                                                             |
| 3                                 | Гуска Андрій Васильович             | 01.11.2010            | вища    | член Партії регіонів                    | Лутугинський державний науково-виробничий валковий комбінат, старший майстер вальеливарного заводу             |
| 4                                 | Таран Олена Олександрівна           | 01.11.2010            | вища    | член Партії регіонів                    | Лутугинський міський комунальний заклад Навчально-виховний комплекс школа — дитячий садок «Журавлик», директор |
| 5                                 | Іващенко Наталія Олексіївна         | 01.11.2010            | вища    | член Партії регіонів                    | Лутугинський навчально-виховний комплекс «Загальноосвітня школа I-III ст. — ліцей № 1», директор               |
| 6                                 | Бірюков Михайло Нилович             | 01.11.2010            | середня | член Партії регіонів                    | Лутугинська міська рада, інспектор з контролю                                                                  |
| 7                                 | Якунічкін Сергій Олексійович        | 01.11.2010            | вища    | член Партії регіонів                    | тимчасово не працює                                                                                            |
| 8                                 | Колесниченко Алла Миколаївна        | 01.11.2010            | вища    | член Партії регіонів                    | Обласна інспекція заготовки сільськогосподарської продукції, інспектор                                         |
| 9                                 | Лойко Світлана Миколаївна           | 01.11.2010            | вища    | член Партії регіонів                    | Лутугинська спеціалізована школа I-III ст., заступник директора з виховної роботи                              |
| 10                                | Шурхно Сергій Анатолійович          | 01.11.2010            | вища    | член Партії регіонів                    | ТОВ "Лутугинський комбінат комунальних підприємство, директор                                                  |
| 11                                | Почтарьов Сергій Леонідович         | 01.11.2010            | вища    | член Партії регіонів                    | Лутугинська міська рада, секретар ради                                                                         |
| 12                                | Ларіна Олена Петрівна               | 01.11.2010            | вища    | член Партії регіонів                    | Лутгугинський державний науково-виробничий валковий комбінат, хімічна лабораторія, застуаник начальника        |
| 13                                | Бризгалова Галина Іванівна          | 01.11.2010            | середня | позапартійна                            | Лутугинська міська рада, голова ради ветеранів                                                                 |
| 14                                | Чаплигіна Олена Опанасівна          | 01.11.2010            | вища    | член Партії регіонів                    | Лутугинська музична школа, директор                                                                            |
| 15                                | Паладюк Володимир Валентинович      | 01.11.2010            | вища    | член Партії регіонів                    | Приватне підприємство «Паладюк В. В.», директор                                                                |
| Політична партія «Сильна Україна» |                                     |                       |         |                                         | |
| б/м                               | Невмержицький Фелікс Миколайович    | 01.11.2010            | вища    | член Політичної партії «Сильна Україна» | Приватне підприємство «Невмержицький Ф. М.», директор                                                          |
| б/м                               | Кононуха Віталій Володимирович      | 01.11.2010            | вища    | член Політичної партії «Сильна Україна» | Приватне підприємство «Кононуха В. В.», директор                                                               |